# Walter Naylor Davis
Walter Naylor Davis (* 29. November 1876 in St. Louis, Missouri; † 16. September 1951) war ein US-amerikanischer Politiker. Zwischen 1945 und 1949 war er Vizegouverneur des Bundesstaates Missouri.

## Leben
Walter Davis besuchte bis 1894 die Smith Academy in St. Louis und studierte danach bis 1898 an der Vanderbilt University. Nach einem anschließenden Jurastudium an der Saint Louis University und seiner im Jahr 1900 erfolgten Zulassung als Rechtsanwalt begann er in der Kanzlei Bates, Blodgett, Williams & Davis zu arbeiten. Politisch schloss er sich der Demokratischen Partei an. Im Jahr 1923 sowie von 1927 bis 1931 bekleidete er das Amt eines Commissioner of the Missouri Supreme Court.
1944 wurde Davis an der Seite von Phil M. Donnelly zum Vizegouverneur von Missouri gewählt. Dieses Amt bekleidete er zwischen dem 8. Januar 1945 und dem 10. Januar 1949. Dabei war er Stellvertreter des Gouverneurs und Vorsitzender des Staatssenats. Er starb am 16. September 1951 und wurde in St. Louis beigesetzt.